# 緣染此葉化戀紅
《緣染此葉化戀紅》是Lump of Sugar在2018年1月26日發售的戀愛冒險類型成人遊戲。當中由水月紗鳥、Tetsujin（てつじん）、芳井一合作撰寫劇本，萌木原文武和奏Nakoto（奏ナコト）共同擔當原畫。
《緣染此葉化戀紅》擁有多條劇情分支路線，每條路線皆有一系列預先設定的場景和人物互動。其主要聚焦於玩家角色笹浦清司跟女主角們的互動，並刻畫了角色之間的性行為。笹浦清司跟妹妹笹浦鈴菜由於雙親工作的關係，而搬到人與擁有獸耳的種族幻夷和平共處的城鎮繼椛實町，由清司雙親的熟人稜未小乃葉照顧。他之後在那遇上自稱是他寵物的幻夷木那里紅葉。
在開發本遊戲前，水月紗鳥和萌木原文武曾一起合作推出輕小說，水月因對萌木原的表現感到滿意，而再度跟他於《緣染此葉化戀紅》中一起合作，並讓後者繪畫原畫。製作團隊在製作過程中受到玩家和水月的意見影響，為作品加入獸耳角色。萌木原在繪畫本作角色時則按着他們的「氛圍和性格」繪畫之。
《緣染此葉化戀紅》在開售後登上了各大平台的美少女遊戲銷量排行榜，並在美少女遊戲暨動漫相關商品銷售網站Getchu屋被票選為2018年1月第2佳的美少女遊戲。之後亦在Getchu屋的2018年美少女遊戲大賞中，獲得音樂部門第9位。

## 系統
《緣染此葉化戀紅》是成人戀愛冒險遊戲。玩家所扮演的是本作的主角笹浦清司。基本上玩家在遊玩的時候都需閱覽屏幕上所顯示的文本和聆聽遊戲發出的聲音，用以了解故事情節和人物之間的對話。文字和聲音會與人物拼合圖和背景一同出现，用以表示笹浦在跟誰對話。玩家會在故事中遇見代替背景和人物拼合圖的计算机图形。《緣染此葉化戀紅》擁有多條劇情分支路線，每條路線的结局皆有所不同。玩家的選擇會影響之後的劇情路線，從而影響結局。
本作角色之間的關係亦帶有一定性意味。有關場景包括股溝摩擦、口交、性交。玩家在某些預設的段落中須選擇行為選項。對話框的下一段文本在做出選擇前並不能夠顯示。玩家必須反覆載入選項頁面並選擇不同的選項，才能夠觀覽存於不同路線的劇情。《緣染此葉化戀紅》擁有多個結局。

## 情節

### 設定
在緣染此葉化戀紅的世界观中，幻夷是外貌類似人但有著獸耳、角和尾巴的虛構種族，能夠與人類交配並產生後代。對於幻夷而言，血統越純正，身體素質相比人類越強，也擁有比人類更長的性成熟時間和壽命；傳說中純血統的幻夷還擁有超能力。為了調解幻夷與人類之間的矛盾，各地設有解決二者矛盾的職務“調整役”。故事的舞台設定在山間小鎮“繼椛實町”，這裡是男主角笹浦清司與妹妹小時候居住過的地方，也是傳說中首次目擊到幻夷出現的地方。

### 故事
由於雙親工作的關係，笹浦清司與笹浦鈴菜兩兄妹回到了繼椛實町，並由清司雙親的熟人稜未小乃葉照顧。某一天清司出門散步時，遇見了一名幻夷女孩，而這名女孩自稱是清司的寵物。

## 登場角色

### 主要角色
笹浦清司
作品男主角。繼椛實學園二年級生。擁有治癒的神通力，但代價是會失去部分的記憶。小時候在繼椛實町居住時曾經用能力拯救還是獸型的紅葉，也因此忘記了當時的事情。
木那紅葉
清司在繼椛實町散步時遇見的幻夷少女，自稱是清司的寵物。
笹浦鈴菜（聲：桃山いおん）
清司的親妹妹，繼椛實學園一年級生。很黏哥哥清司的兄控。
稜未小乃葉（聲：春乃いろは）
負責照顧笹浦兄妹的幻夷女性，也是繼椛實町的調整者。外表年幼但實際上已數百歲。總是穿著和服。
斑鳩和羽（聲：奏雨）
清司的學姐，繼椛實學園三年級生。為了將來著想而在稜未家打工，但非常不擅長料理。實際上有著幻夷血統，當情緒高昂便會長出翅膀，因此平常都故作冷靜。

### 其他角色
江北實（聲：花宮楓）
清司的同班同學，繼椛實學園二年級生。家裡經營飲食店「江北咖啡店」。
栗島鬼燈（聲：相模戀）
幻夷女性，小乃葉的助手。相當熟悉幻夷與繼椛實町的事情。
鴻洲家久（聲：池田優希）
清司的同班同學，繼椛實學園二年級男學生。重度蘿莉控。

## 主題曲
片頭曲
作詞：KOKOMI，作曲、編曲：水野大輔，主唱：Kicco
片尾曲「Frame Over」
作詞、作曲、編曲：水野大輔，主唱：Kicco

## 開發
水月紗鳥和萌木原文武在開發本遊戲前曾一起合作推出輕小說，水月因對萌木原的表現感到滿意，而再度跟他於《緣染此葉化戀紅》中一起合作，並讓後者繪畫原畫。水月則擔當編劇。製作團隊在製作過程中受到玩家和水月的意見影響，為作品加入獸耳角色。製作人KawausoP（かわうそＰ）指出，本作的概念是「不同物種間的『共存與繁榮』」。他們在構思遊戲標題時，刻意讓之與故事內容有關：「緣」所指的是女主角跟主人公的緣分；「染此葉化戀紅」則指遊戲過程中的角色發展。
萌木原在繪畫本作原畫時具一定自由空間，並按着角色的「氛圍和性格」繪畫之。他在訪談中形容本作舞台「有着和風的氛圍之餘，又有現代風的風格」，他於是為角色設計出對應這風格的衣裝，比如斑鳩和羽的女僕裝為他在腦海中把袴和围裙結合而誕生的產物。他在美少女遊戲雜誌《BugBug》的訪談中亦解釋道，他在繪畫獸耳時會側重其跟背景是否配合。在繪製色情場景時，女主角的獸耳和衣裝亦是他們較費心留意的地方，以望「達至非裸情色的感覺」。

## 發行
2017年8月25日，Lump of Sugar開放本作予大眾預約。同日開始至12月3日，他們為已預約者舉辦活動，讓後者能獲得印有本作角色的色紙。免費試玩版在11月24日時已經發佈。官方在同日開始於日本各地舉辦多場談話節目和發佈會，為出席者派發跟本作有關的贈品。
2018年1月26日，Lump of Sugar正式發行本作的通常版、下載版、附帶鑰匙包和月曆的豪華版，同時相容Windows 7/8.1/10。部分商店為購入者安排了像抱枕套、掛毯、色紙般的特典。通常版在3月9日開售。2020年12月25日，價格相對低廉的普及版正式發佈。

## 評價
《緣染此葉化戀紅》在開售後登上了各大平台的美少女遊戲銷量排行榜——它在《BugBug》和《Megastore》首次登上排行榜時奪得第2位和第1位。美少女遊戲暨動漫相關商品銷售網站Getchu屋則在發售當月把通常版和豪華版兩者分開計算，兩者分別排在第5位和第8位。它在Getchu屋亦被票選為2018年1月第2佳的美少女遊戲。Getchu屋亦在每年舉辦美少女遊戲大賞，讓用戶就去年發售的美少女遊戲在不同範疇的表現投票。《緣染此葉化戀紅》在2018年美少女遊戲大賞中，獲得音樂部門第9位。
TG Smart的Panzer小森（パンツァー小森）在開售前寫道，其設定跟《遊魂 -Kiss on my Deity-》類近，並對《緣染此葉化戀紅》會否出現Lump of Sugar粉絲覺得似曾相識的情節感到好奇。在開售後，《BugBug》的Nekoko（ねここ）對之有着正面評價，他讚揚萌木原把獸耳女主角畫得很好，之後他寫道自己喜歡小乃葉的年幼外表，並對作品的良好氣氛及和羽在性行為場景中的反差表示好評，形容自己被後者「萌倒」。

## 外部連結
- 緣染此葉化戀紅遊戲官網 （页面存档备份，存于）（日語）
- 《緣染此葉化戀紅》在視覺小說數據庫的頁面 （英文）